# Brakefieldia ochracea
Brakefieldia ochracea is een vlinder uit de familie van de Nymphalidae, uit de onderfamilie van de Satyrinae. De soort is voor het eerst wetenschappelijk beschreven als Henotesia ochracea door Percy Ireland Lathy in een publicatie uit 1906.
De soort komt voor in Angola.